# تاريخ القهوة

يعود تاريخ القهوة إلى القرن الخامس وربما لوقت لاحق حسب عدد من التقارير والأساطير المتعلقة بأول استخدام لها. ويُعتقد الموطن الأصلي لشجرة البن (برية غير مدجّنة) كانت من إثيوبيا. وأقدم الأدلة المثبتة على شرب القهوة أو معرفة هي من القرن الخامس عشر في البلاط العثماني إبان الدولة العثمانيه حيث قدمها والي اليمن آنذاك سلطان اليمن سليمان باشا. وبحلول القرن السادس عشر وصلت إلى بقية الشرق الأوسط وجنوب الهند (سورغ) وبلاد فارس والقرن الأفريقي وشمال أفريقيا. ثم انتشرت القهوة إلى البلقان، وإيطاليا وبقية أوروبا إلى جنوب شرق آسيا ثم إلى أمريكا.

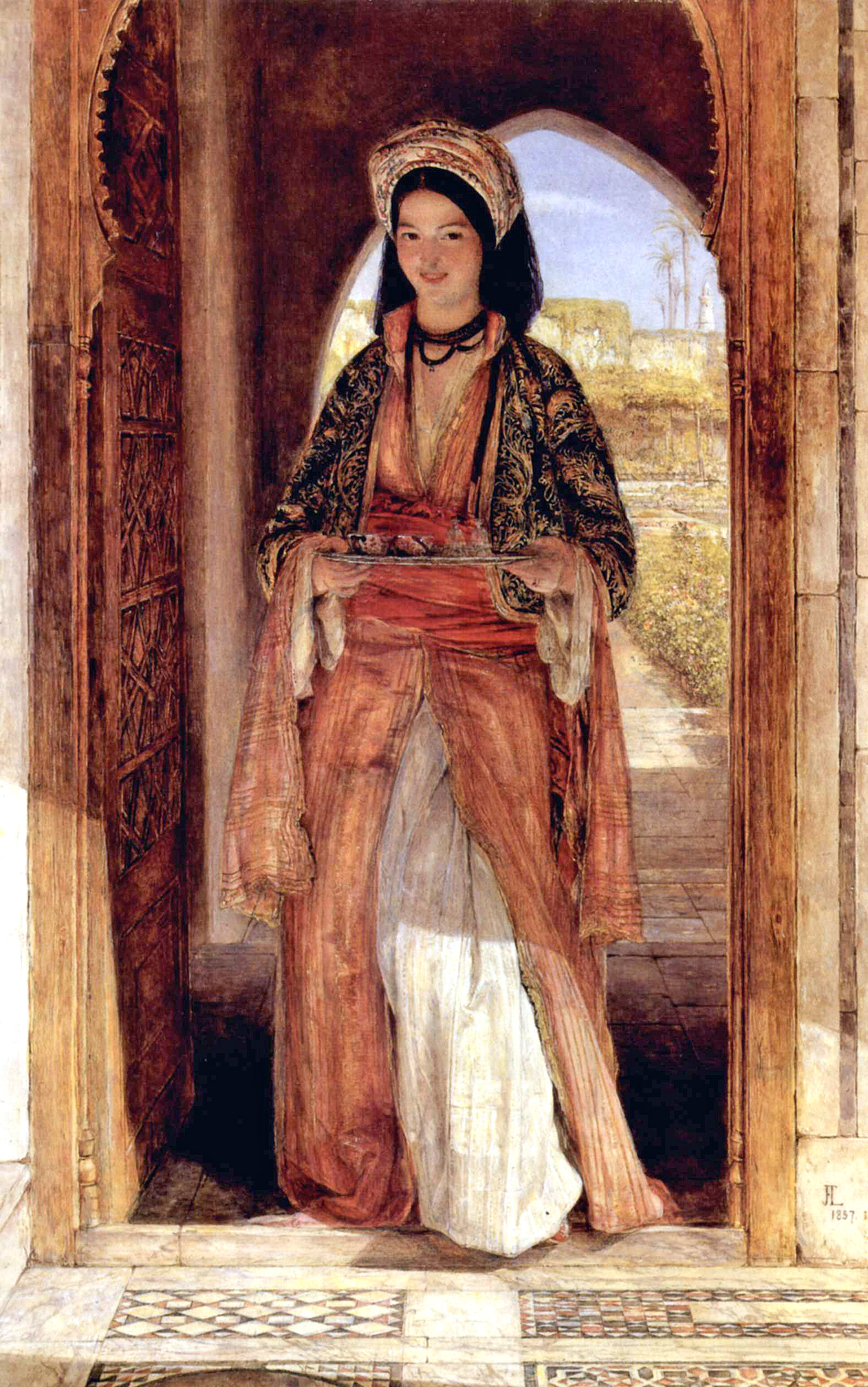
لوحة حاملة القهوة لجون فريدريك لويس (1857).(الأحياء العثمانية في القاهرة، مصر)

## أصل التسمية
دخلت كلمة "coffee" اللغة الإنجليزية في عام 1582 عن طريق التسمية الهولندية "koffie"  والتي اقترضت من "kahve" التركية العثمانية والتي بدورها اقترضت من الاسم العربي «قهوة». كانت تشير الكلمة العربية أصلا إلى نوع من النبيذ الذي اشتق المعجمين العرب أصلها من الفعل قها، «عدم الجوع» في إشارة إلى سمعة الشراب في سد الشهية. وفي بعض الأحيان تعزى كلمة قهوة إلى الكلمة العربية قوى («القوة، الطاقة») أو إلى كافا مملكة القرون الوسطى في إثيوبيا حيث تم تصدير هذا النبات إلى الجزيرة العربية. وقد كانت هذه المصطلحات موضع خلاف. إلا إنه لا يستخدم اسم قهوة للحب أو النبات (منتجات المنطقة) والتي تعرف في اللغة العربية باسم بُن وفي (لغة) أورومو (بَن) تنطق بالفتح. تملك اللغات السامية جذر قه «اللون الداكن» الذي أصبح تسمية طبيعية للمشروبات. ووفقا لهذا التحليل كان من المرجح أن يتم اختيار شكل قهوة الأنثوي (خمر، «النبيذ»)، وكان المقصود في الأصل (بمعنى الغامقة في اللون).

## اكتشاف القهوة

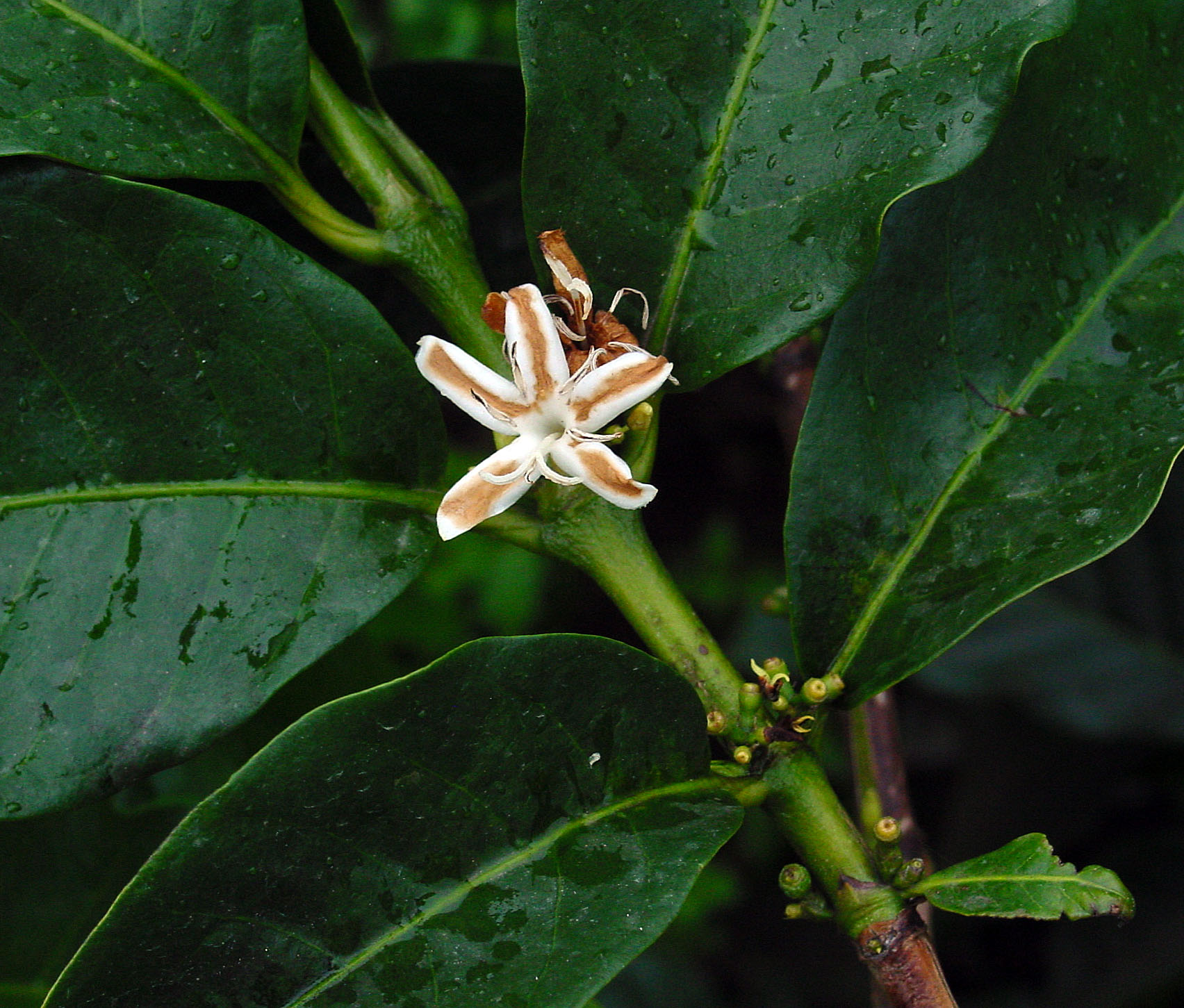
قهوة روبوستا.

روايات اكتشاف القهوة بأسلاف أورومو،وهي المجموعة العرقية الإثيوبية الحالية، أول من لاحظوا تأثير شجرة البن المحلية في زيادة الطاقة والنشاط. استهلكها الصيادون الرجال من قبائل الأورومو عند مغادرتهم سيرًا لمسافات طويلة لمدة أيام واستفادوا بذلك من قدرة نبات القهوة في قمع الجوع وتوفير المزيد من الطاقة. وقد أجريت دراسات التنوع الجيني على أصناف البن العربي، التي وجد أنها ذات تنوع منخفض ولكن مع الإبقاء على بعض تَغَايُرُ الزَّيْجُوت المتبقي من المواد الموروثة، وذات صلة وثيقة بالبن القصبي والبن الليبيري [الإنجليزية] (من الأنواع ثنائية الصيغة الصبغية).
تم العثور على أدلة غير مباشرة تشير إلى المكان الذي نمت فيه القهوة في أفريقيا أو من بين السكان الأصليين قد استخدموه كمنشط أو معروف عنه في وقت سابق من القرن السابع عشر. ويقال إن مصنع القهوة المدجنة الأصلي كان في هرر، ويعتقد أن السكان الأصليين يستمدونها من إثيوبيا من السكان القريبين متميزين في السودان وكينيا.

هناك العديد من الروايات حول أصل واكتشاف القهوة، ويمكن تصنيفها إلى ثلاثة أنواع رئيسية:
- القرن التاسع: في القرن التاسع الميلادي بإثيوبيا، يُروى أن راعي ماعز شابًا يُدعى كالدي قد لاحظ سلوكًا مفعمًا بالنشاط على قطيعه عقب تناولهم ثمارًا حمراء يانعة من بعض الشجيرات المتناثرة على سفوح الجبال.  وذات مرة، قام كالدي بتجربة هذه الثمار بنفسه، فشعر بنشوة غامرة وبهجة سرت في أوصاله، ممّا دفعه إلى أخذ عينة من التوت وتقديمها إلى أحد الرهبان في دير قريب.  تَذكُر إحدى الروايات أن الراهب قد أبدى في البداية رفضًا لاستخدام هذه الثمار، فألقى بها في النار، لكن سرعان ما انتشرت رائحة زكية ومثيرة للتساؤل، الأمر الذي استدعى فضول الرهبان الآخرين ودفعهم إلى التجمع للتحقق من الأمر.  وفي سياق آخر، يُقال أن كالدي قد استشار راهبًا حكيمًا، والذي أدرك بدوره أن تلك الثمار الحمراء هي المسؤولة عن حالة النشاط التي انتابت الماعز، وعلى إثر هذا الاكتشاف، بدأ الرهبان في استخدامها كوسيلة للتغلب على النعاس خلال أدائهم للصلوات الليلية.  وتضيف الرواية المأثورة لأول فنجان قهوة في التاريخ أن الرهبان قد بادروا إلى تحميص حبوب البن المحمصة بسرعة في الجمر، ثم طحنوها ليذيبوها في الماء الساخن، ليحصلوا بذلك على أول فنجان قهوة. أما عن المصدر المكتوب لهذه الحكاية، فيُعزى إلى كتاب "رسالة في القهوة: خصائصها وفوائدها"[ملاحظة 1] الذي ألفه مرهج بن نمرون، وهو مسيحي لبناني، في عام 1671 ميلادي، ونشره باللغة اللاتينية.  وقد أورد فيه حكاية "الدير الذي لا يعرف النوم"، مشيرًا إلى أنها قصة شعبية شرقية متوارثة، غير محددة الزمان والمكان.  ومع انتشار هذه القصة في أرجاء أوروبا، خضعت لعمليات تنقيح وتطوير، وتم تزيينها لتتناسب مع رواج القهوة المتزايد.  كما تم نقل الأحداث إلى إثيوبيا، باعتبارها الموطن الأصلي للقهوة، ومُنح راعي الماعز الشاب اسم "كالدي" ذي الطابع العربي.  وعلى الرغم من الشهرة الواسعة التي حظيت بها هذه الرواية، إلا أنه من اللافت للنظر أنها لم تظهر في المصادر المكتوبة قبل عام 1671، أي بعد حوالي 800 عام من التاريخ المفترض لوقوعها، الأمر الذي يُرجَح بقوة أنها قصة ملفقة، تم تداولها شفهيًا وتطورت عبر الزمن.[1]
- القرن الثالث عشر:  بينما كان الشيخ عمر، وهو متصوف إسلامي، منفيًا من المخا[ملاحظة 1]،  بسبب سوء فهم (شبهة عشقه لأميرة)، قادته الطيور في الجبال إلى اكتشاف ثمار حمراء، وبعد السماح له بالعودة لمدينة المخا، نشر الشيخ عمر فوائدها. المصدر الأصلي لهذه القصة هو مخطوطة "عمدة الصفوة في حل القهوة" (1587م) لعبد القادر الجزيري، وقد عُرفت في أوروبا من خلال كتاب "أصل القهوة وانتشارها"[ملاحظة 1] (1699م) لأنطوان غالان، الذي عرَّف أوروبا بـ "ألف ليلة وليلة". بينما تقول الأسطورة أن الشيخ نور الدين أبو الحسن علي بن عمر الشاذلي اليمني[11]، عندما سافر إلى أثيوبيا، لاحظ أن الطيور تتمتع بحيوية غير عادية عند تناول هذه الثمار، وقد شهد هو نفس الحيوية عندما تناولها.  وتنسب روايات أخرى اكتشاف القهوة إلى تلميذ الشيخ أبي الحسن الشاذلي، وهو الشيخ عمر نفسه عندما نُفي  الشيخ عمر من المخا إلى كهف صحراوي بالقرب من أوساب. وعندما كان جائعًا، مضغ الشيخ عمر الحب من الشجيرات القريبة، لكنه وجد طعمها مرًا.  حاول تحميص حبات البن لتحسين النكهة، لكنها أصبحت صلبة، ثم حاول غليها لتليين البن، مما نتج عنه سائل بني اللون ذو رائحة عطرة.  عندما شرب الشيخ عمر السائل، شعر بنشاط استمر لعدة أيام.  بعد انتشار قصص هذه «المخدرات المعجزة» في المخا، طُلب من الشيخ عمر العودة إلى المدينة وأصبح قديسًا، ونشر فوائد القهوة بعد السماح له بالعودة.[12]
- القرن الخامس: يذكر المؤرخون والباحثون، مثل الشيخ شهاب الدين أحمد بن موسى بن عبد الغفار المالكي المصري في كتابه "رسالة عن القهوة"، والمؤرخ عبد القادر بن محمد الجزيري الأنصاري في كتابه "عمدة الصفوة في حل القهوة"، والعلامة مدين بن عبد الرحمن الطبيب في رسالته المخطوطة "تلخيص عمدة الصفوة في حل القهوة"، أن اكتشاف القهوة يعود إلى العلامة المفتي الصوفي جمال الدين أبي عبد الله محمد بن سعيد المعروف بالذبحاني المذحجي اليماني. وتتفق المصادر على أن بداية ظهور وانتشار القهوة كان على يد الشيخ الذبحاني، خاصة في عدن خلال القرن الخامس عشر الميلادي (القرن التاسع الهجري). في ذلك الوقت، عندما تدهورت صحة مفتي عدن أبو عبد الله محمد بن سعيد الذَّبْحاني، تذكر فوائد القهوة التي عرفها خلال رحلته السابقة إلى إثيوبيا. بعد أن تحقق من هذه الفوائد بنفسه، أوصى الذَّبْحاني بالقهوة لطلابه كوسيلة للتغلب على النعاس ومساعدتهم على النشاط واليقظة، خاصة في أوقات الدراسة والتحصيل العلمي.  وبالفعل، وجد الذَّبْحاني في القهوة خاصية فريدة تساعد على إذهاب النعاس والكسل، وتورث الجسم خفة ونشاطًا.[13] بعد تجربة الشيخ الذبحاني، انتشرت عادة شرب القهوة بين العلماء والصوفية في عدن، الذين استعانوا بها على قيام الليل والعبادة والدراسة. ثم توسع انتشار القهوة ليشمل الحرفيين والتجار الذين يسافرون في الليل، وعامة الناس في عدن، الذين وجدوا فيها وسيلة للاستعانة بها على أعمالهم وحرفهم وصناعاتهم المختلفة. ومع أن قصة اكتشاف الشيخ الذبحاني للقهوة أصبحت تقليداً راسخاً،  إلا أن كتاب  "كل شيء عن القهوة" (1935م)  لويليام إتش يوكرز  بأن المشروب الذي كان يشربه الذَّبْحاني ربما لم يكن قهوة، بل كان القات.  [14]

## التاريخ

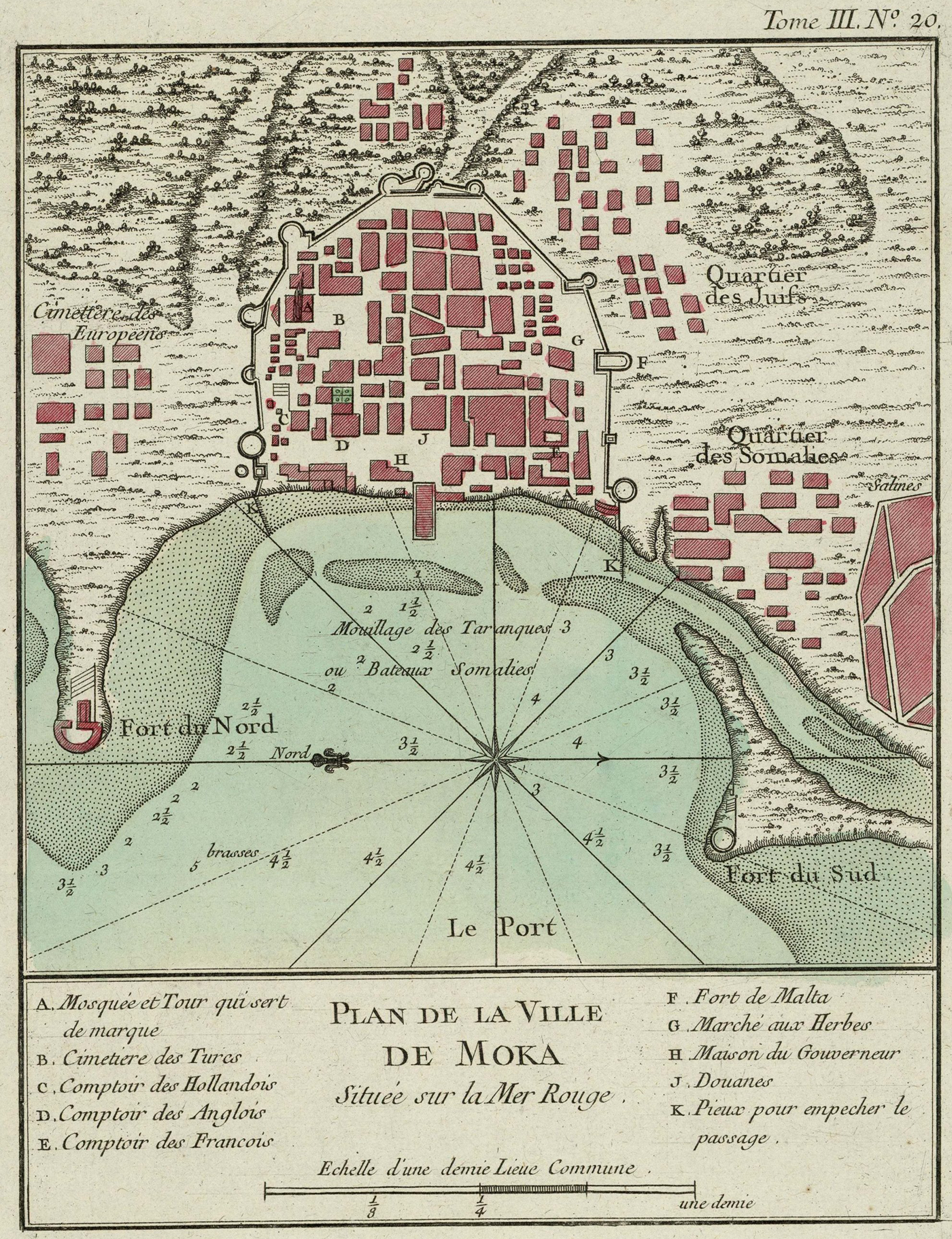
المخطط الفرنسي للموخا (اليمن) في القرن الثامن عشر، تقع الأحياء الصومالية واليهودية والأوروبية خارج القلعة.

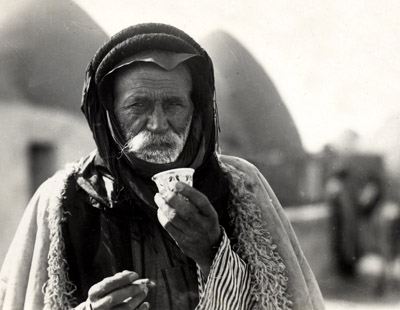
بدوي سوري من قرية خلايا نحل في حلب، سوريا، وهو يحتسي القهوة المرة (التقليدية)، 1930

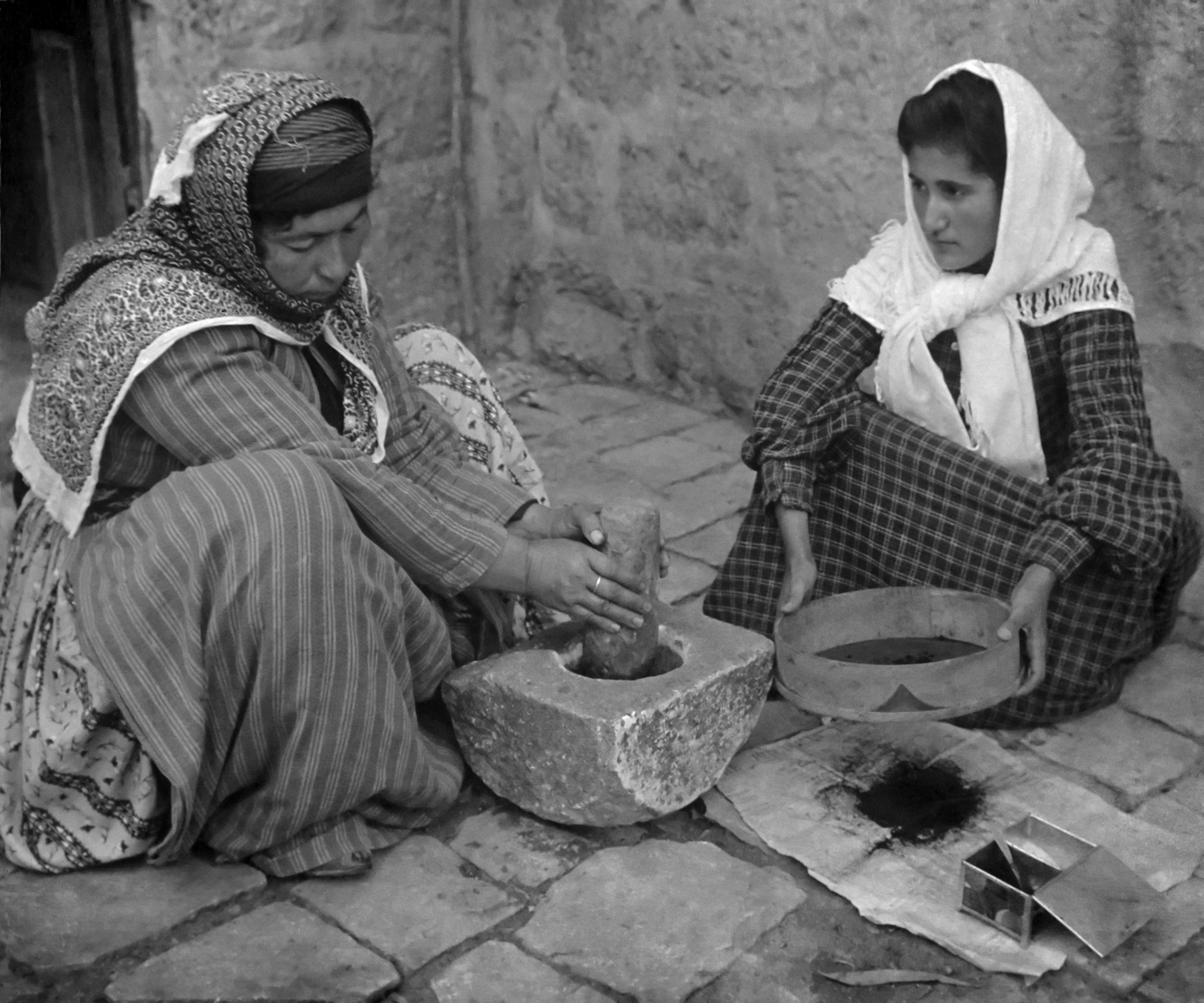
نساء فلسطينيات يطحنن القهوة، 1905

تم تصدير حبوب البن لأول مرة من إثيوبيا إلى اليمن من قبل التجار الصوماليين من بربرة. بالإضافة إلى ذلك، حصل سكان المخا، التي كانت مركز تجارة البن في معظم العصر الحديث، على معظم قهوتهم من التجار المقيمين في بربرة، الذين قاموا بدورهم بشراء الحبوب من ضواحي مدينة هرر.
واستخدمت الصوفية في اليمن هذا المشروب كمساعد على التركيز ونوع من الروحانية عندما يهتفون باسم الله. ويستخدمه الصوفيين للحفاظ على أنفسهم في حالة تأهب خلال الولاءات ليلاً.
تتبعت ترجمة مخطوطات الجزري انتشار القهوة من شبه الجزيرة العربية اليمن الحالي شمالا إلى مكة والمدينة، ثم إلى المدن الكبرى في القاهرة ودمشق وبغداد والقسطنطينية.
وبحلول عام 1414، كانت القهوة معروفة في مكة المكرمة، وفي أوائل القرن الخامس عشر كانت تنتشر في الدولة المملوكية بمصر وشمال أفريقيا من ميناء المخا اليمني. ولارتباطها بالصوفية، نشأ عدد لا يحصى من المقاهي في مصر حول جامعة الأزهر.
هذه المقاهي فتحت أيضا في سوريا، وخاصة في مدينة حلب العالمية،  ثم في إسطنبول، عاصمة الإمبراطورية العثمانية، في عام 1554.
في عام 1511، كان يحظر شربها على تأثيره المحفز من قبل الأئمة السلفيين المحافظين في المحكمة الشرعية في مكة المكرمة. ومع ذلك، تم إلغاء هذه الحظر في عام 1524 بأمر من السلطان التركي العثماني سليمان الأول، مع المفتي الكبير محمد أبو السعود الأحمدي بإصدار فتوى تسمح باستهلاك القهوة.
في عام 1532 فرض حظر مماثل في القاهرة بمصر، وأقيت المقاهي والمستودعات التي تحتوي على حبوب البن.
خلال القرن السادس عشر، وصلت بالفعل إلى بقية الشرق الأوسط، الإمبراطورية الصفوية والإمبراطورية العثمانية. من الشرق الأوسط، وشرب القهوة تنتشر إلى إيطاليا، ثم إلى بقية أوروبا، ونقلت محطات القهوة من قبل الهولندية إلى جزر الهند الشرقية والأمريكتين.
وبالمثل، تم حظر القهوة من قبل الكنيسة الأرثوذكسية الإثيوبية بعض الوقت قبل القرن الثامن عشر. ومع ذلك، في النصف الثاني من القرن التاسع عشر، اتجهت المواقف الإثيوبية نحو شرب القهوة، وانتشر استهلاكها بسرعة بين عامي 1880 و1886؛ وفقا لريتشارد بانكهورست [الإنجليزية]، «كان هذا يرجع إلى حد كبير إلى الإمبراطور منيلك، الذي شربها بنفسه، وماتيوس العاشر الذين قاموا بالكثير لتبديد اعتقاد رجال الدين بأن القهوة مشروب للمسلمين فقط».
أول ذكر للقهوة لاحظه تاجر القهوة الأدبية فيليب سيلفستر دوفور هو إشارة إلى البانشام في أعمال القرن العاشر م الطبيب الفارسي محمد بن زكريا الرازي، والمعروف باسم رازيس في الغرب، ولكن معلومات أكثر تحديدا عن إعداد المشروبات من الحب المحمص القهوة يعود إلى عدة قرون لاحقة. وكان من أهم الكتاب في وقت مبكر على القهوة عبد القادر الجزري، الذي قام في عام 1587 بتجميع عمل تتبع التاريخ والخلافات القانونية في القهوة بعنوان «عمدة الصفوة في حل القهوة». وأفاد أن شيخ جمال الدين الضبحاني (1470 ه) مفتي عدن كان أول من اعتمد استخدام القهوة (حوالي 1454).

### إثيوبيا
في إثيوبيا، كانت بذور ثمار نبات البن التي تنمو بريًا في المناطق المرتفعة تُستهلك كغذاء منذ العصور القديمة، ويُعتقد أن السكان المحليين كانوا يطبخون حبوب البن ويأكلونها. ظلت عادة طهي البُن وأكله لفترة طويلة في المناطق النائية من إثيوبيا، ولا تزال طقوس "طحن القهوة" باقية بين قبيلة الأورومو التي تعيش في المناطق النائية الجنوبية الغربية من إثيوبيا، حيث يتم قلي القهوة والشعير مع الزبدة للاحتفال بولادة الأطفال والماشية. بالإضافة إلى ذلك، في إثيوبيا، يُستهلك مشروب "الأمرتاسا" المصنوع من أوراق القهوة المجففة، ومشروب "الكاتي" المصنوع من أوراق القهوة المحمصة.

## الانتشار

### أوروبا
لا توجد مصادر تاريخية مؤكدة تشير إلى أن القهوة كانت تُستهلك أو تباع في اليونان أو روما القديمتين، ولم يتم العثور على دليل يثبت استخدام مملكة أكسوم، التي تأسست في إثيوبيا القديمة، للقهوة أو تجارتها بها. في أوائل القرن السابع عشر، قدم الإيطالي بيترو ديلا فالي نظرية مفادها أن مشروب النبينثي (Nepenthe) الذي جاء ذكره في "الأوديسة" لهوميروس يُقصد به للقهوة، ولكن في العصور اللاحقة، تم رفض نظرية ديلا فالي بشكل سلبي. بالإضافة إلى ذلك، ظهرت نظريات في أوروبا في القرنين السابع عشر والثامن عشر مفادها أن سكان إسبرطة كانوا يشربون القهوة بشغف، وأن "العهد القديم" يحتوي على وصف للقهوة.

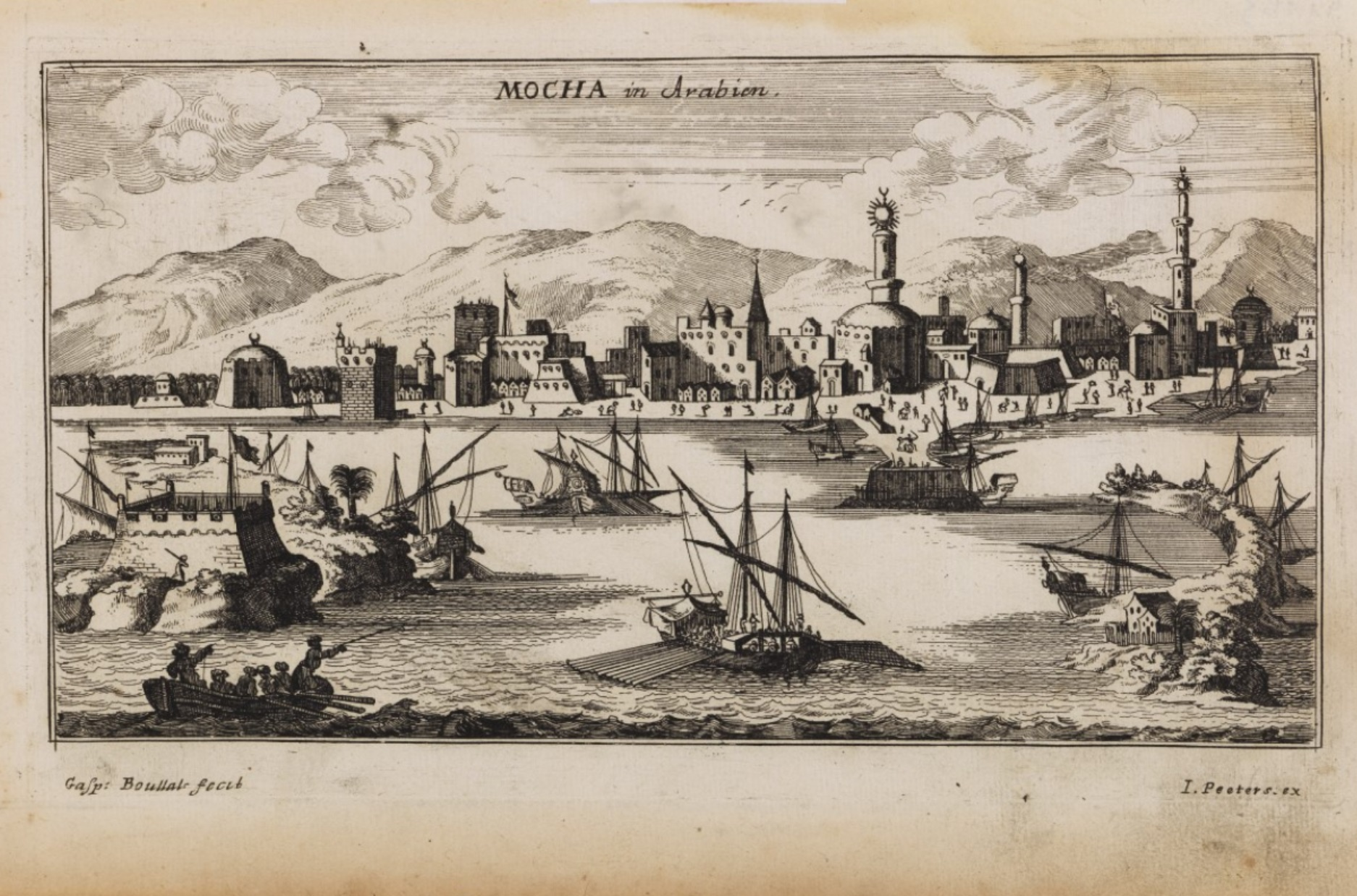
نقش هولندي لموكا عام 1692

قُدمت القهوة لأول مرة إلى أوروبا في جزيرة مالطا في القرن 16، وفقا لتلفزيون الوثائقي مادوارنا. تم إدخاله هناك من خلال العبودية. وقد سجن العبيد المسلمون الأتراك من قبل فرسان القديس يوحنا في عام 1565 سنة الحصار الكبير لمالطا، وكانوا يستخدمون المشروبات التقليدية. ذكر دومينيكو ماجري في عمله فيرتو ديل كافيه، «الأتراك، معظم صناع الماهرة من هذا الطهو.» كما كتب المسافر الألماني غوستاف سومرفيلدت في عام 1663 «القدرة والجهد الذي يكسبه السجناء الأتراك بعض المال، خاصة من خلال إعداد القهوة، ومسحوق يشبه التبغ السعوط، بالماء والسكر». كانت القهوة مشهورا شعبيا في المجتمع المالطي العالي حيث فتحت العديد من المقاهي.
وقد لوحظت القهوة أيضا في حلب من قبل عالم النبات الألماني ليونارد روولف، أول أوروبي ذكر ذلك، كما تشوب، في عام 1573؛ وتتبع روولف عن كثب وصفا من المسافرين الأوروبيين الآخرين.
جلبت التجارة النابضة بالحياة بين جمهورية البندقية والمسلمين في شمال أفريقيا ومصر والشرق مجموعة كبيرة ومتنوعة من السلع الأفريقية، بما في ذلك القهوة، إلى هذا الميناء الأوروبي الرائد. قدم التجار البندقية القهوة الشرب للأثرياء في البندقية، شحنها بشدة للمشروبات. وبهذه الطريقة، أدخلت القهوة إلى البر الرئيسي لأوروبا. في عام 1591، أصبح عالم النبات في البندقية بروسبيرو ألبيني. أول من نشر وصفا لمصنع القهوة في أوروبا. افتتح أول مقهى أوروبي بعيدا عن تلك الموجودة في الإمبراطورية العثمانية ومالطا في البندقية في عام 1645.

#### النمسا
افتتح أول مقهى في النمسا في فيينا في 1683 بعد معركة فيينا، وذلك باستخدام الإمدادات من الغنائم التي حصلوا عليها بعد هزيمة الأتراك. وقام العسكري البولندي من أصل أوكراني الذي حصل على حبوب البن بفتح مقهى وساعد على تعميم العرف بإضافة السكر والحليب إلى القهوة المسماة بميلانج - قهوة فيينا النموذجية- والتي تخلط مع الحليب الرغوي الساخن وكوب من الماء.

#### انكلترا

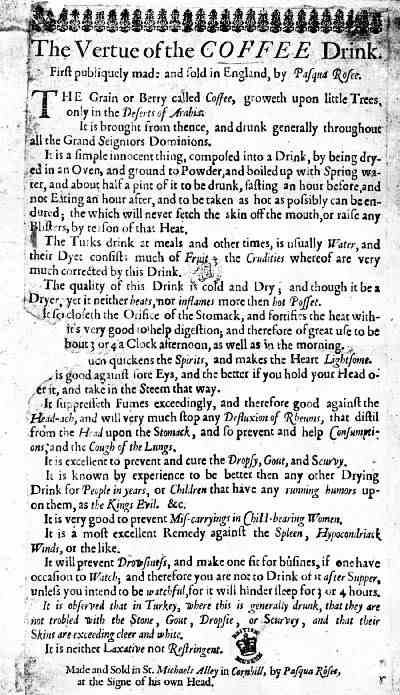
1652 منشور يدوي للإعلان عن بيع القهوة في شارع سانت مايكل في لندن.

وفقا لرواية ليونارد روولف عام 1583، أصبحت القهوة متاحة في إنجلترا في وقت لا يتجاوز القرن 16، وذلك بفضل جهود شركة المشرق. افتتح أول مقهى في انكلترا في زقاق سانت مايكل في كورنهيل، لندن. وكان مالك باسكوا روزي خادم دانيال إدوارد تاجر السلع التركية. قام إدوارد بإستيراد القهوة وساعد روزي في إنشاء المؤسسة.تم جلب القهوة أيضًا من طرف شركة الهند الشرقية البريطانية وشركة الهند الشرقية الهولندية في القرن السابع عشر. تأسست اكسفورد لين كوفي هاوس [الإنجليزية]عام 1654، ولاتزال موجودة حتى يومنا هذا. بحلول عام 1675، كان هناك أكثر من 3000 مقهى في جميع أنحاء إنجلترا، ولكن كان هناك العديد من العقبات التي واجهتها التتطور التدريجية للمقاهي بين الستيينات والسبعينيات من القرن السابع عشر.
خلال عصر التنوير، أصبحت هذه المقاهي الإنجليزية أماكن تجمع وتستخدم للمناقشات الدينية والسياسية العميقة بين السكان. هذه الممارسة أصبحت شائعة جدا واحيانا ذات طابع تخريبي، مما حدى بالملك تشارلز الثاني إلى محاولة قمع المقاهي في 1675.
حظر النساء من المقاهي لم يكن عالميا، على سبيل المثال، النساء يترددن عليها في ألمانيا، ولكن يبدو أنه كان مألوفا في أماكن أخرى من أوروبا، بما في ذلك في انكلترا.

#### فرنسا
وصف أنطوان غالان (1646-1715) في ترجمته المذكورة الجمعية الإسلامية بالقهوة والشاي والشوكولاتة: «نحن مدينون لهؤلاء الأطباء العرب العظيمين لإدخال القهوة إلى العالم الحديث من خلال كتاباتهم، وكذلك السكر والشاي، والشوكولاتة». وأفاد غالان أنه أبلغه السيد دي لا كروا، مترجم الملك لويس الرابع عشر في فرنسا، بأن القهوة جلبها إلى باريس من قبل السيد ثيفينوت، الذي كان قد سافر عبر الشرق. عند عودته إلى تلك المدينة في عام 1657، أعطى ثيفينوت بعض البن لأصدقائه، أحدهم كان لا كروا.
في عام 1669، وصل سليمان أغا سفير السلطان محمد الرابع إلى باريس مع الوفد المرافق له جلب معه كمية كبيرة من حبوب البن. ليس فقط أنها لم تقدم للضيوف الفرنسية والأوروبية مع القهوة للشرب، لكنها تبرعت أيضا بعض البن إلى البلاط الملكي. بين يوليو 1669 ومايو عام 1670، تمكن السفير من إنشاء عرف شرب القهوة بين الباريسيين.

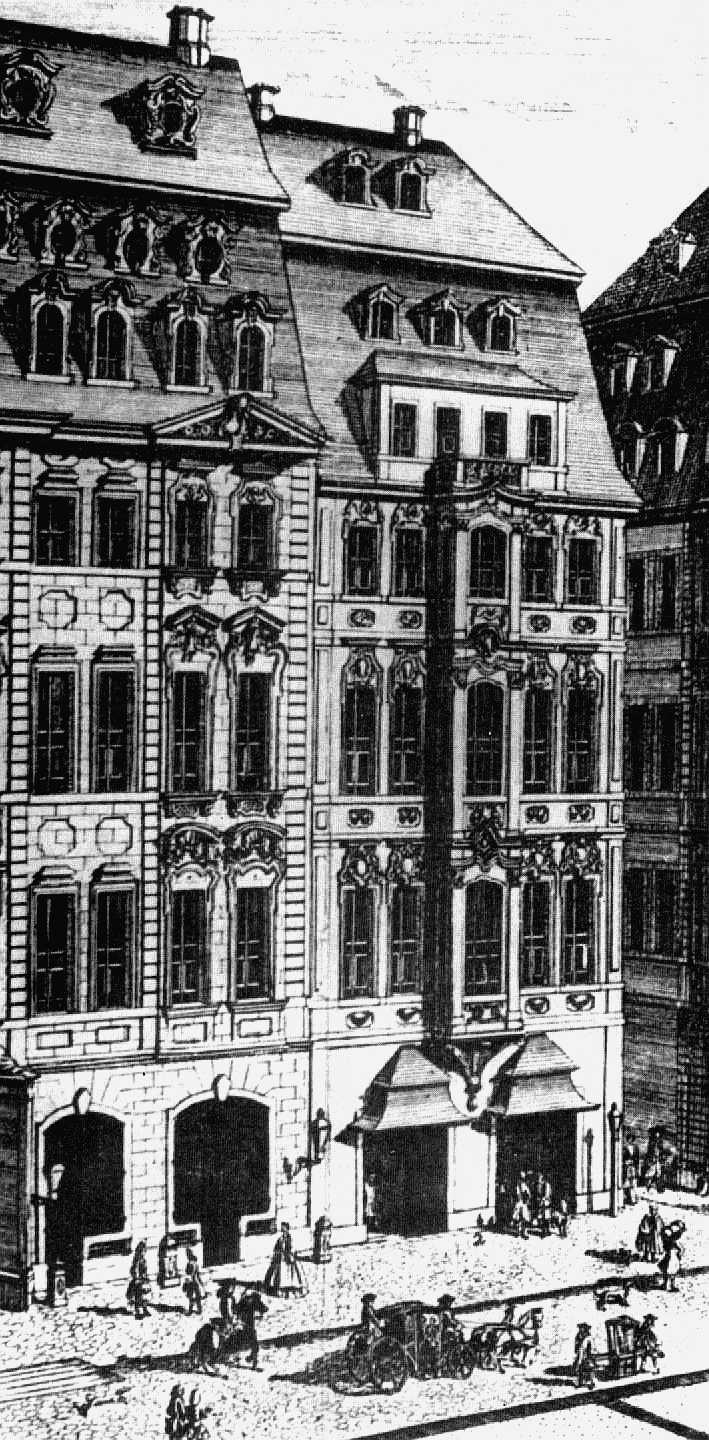
كافيه زيمرمان، ليبزيغ(نقش يوهان جورج شريبر، 1732)

#### ألمانيا

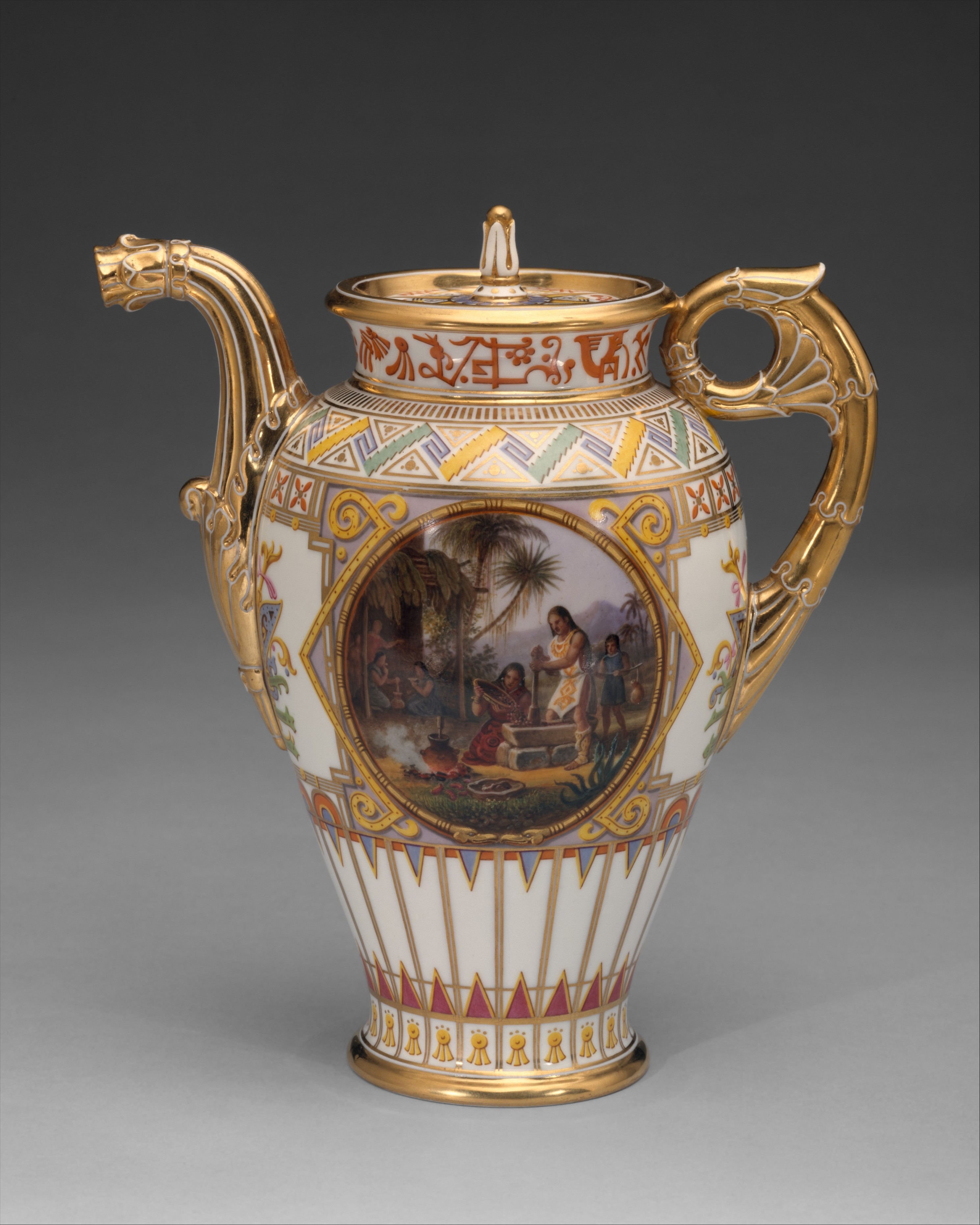
إناء القهوة (cafetière "campanienne")، جزء من الخدمة، 1836، بورسلين معجون صلب، بشكل عام: 19.2 × 17.6 × 10.8 سم، متحف متروبوليتان للفنون

أُنشأت في ألمانيا المقاهي في موانئ بحر الشمال أولا، بما في ذلك بريمن (1673) وهامبورغ (1677). في البداية، كانت هذه المشروبات الجديدة مكتوبة باللغة الإنجليزية coffee، ولكن خلال القرن السابع عشر اعتمد الألمان تدريجيا الكلمة الفرنسية café، ثم تغيرت بب

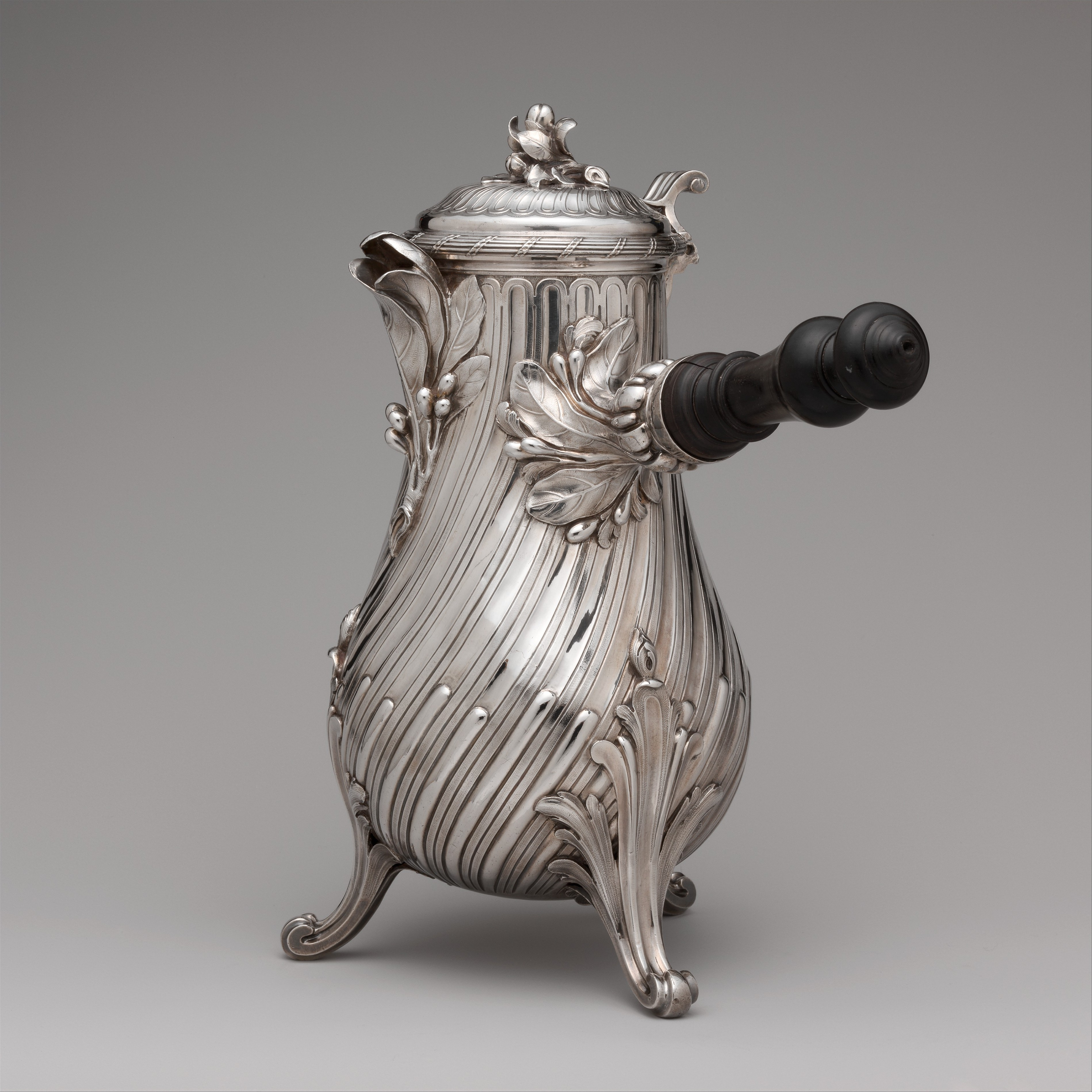
إناء القهوة فرنسي، فرانسوا توماس جيرمان، 1757، فضي بمقبض خشب الأبنوس، ارتفاع: 29.5 سم، عرض بمقبض: 30.5 سم، متحف متروبوليتان للفنون (مدينة نيويورك)

طء إلى كلمة كافي (Kaffee)، وهي الكلمة الحالية. في القرن الثامن عشر انتشرت شعبية القهوة تدريجيا حول الأراضي الألمانية، وتناولتها الطبقات الحاكمة. قدمت القهوة في محكمة الناخب الكبير فريدريك وليام من براندنبورغ، في وقت مبكر من عام 1675، ولكن أول إفتتاح لمقهى عام في عاصمته برلين كان في 1721.
قام الملحن يوهان سيباستيان باخ، الذي كان كانور كنيسة سانت توماس، ليبزيغ، في 1723-50، بقيادة فرقة موسيقية في كافيه زيمرمان [الإنجليزية] في تلك المدينة الساكسونية. في وقت ما في 1732-35 كان يتألف من العالمية «كافيه كانتاتا» شويغت ستيل، بلوديرت نايشت (Schweigt stille, plaudert nicht, BWV 211) تتوسل فيها امرأة شابة «ليشن» والدها الرافض لقبول إخلاصها لشرب القهوة، ثم بطريقة جديدة.

#### إيطاليا
في إيطاليا، كما هو الحال في معظم أوروبا، وصلت القهوة في النصف الثاني من القرن السادس عشر عبر الطرق التجارية للبحر الأبيض المتوسط. في عام 1580 قام عالم النبات والطبيب في مدينة البندقية بروسبيرو ألبيني باستيراد القهوة إلى جمهورية البندقية من مصر،  وسرعان ما بدأت المقاهي في الفتح واحدة تلو الآخرى عندما انتشرت القهوة وأصبحت مشروب المثقفين والتجمعات الاجتماعية وحتى العشاق إعتبروا ألواح الشوكولاتة والقهوة هدايا رومانسية. وبحلول عام 1763 كانت مدينة البندقية وحدها تمتلك أكثر من 200 متجر،  واحتفل الكثيرون بالفوائد الصحية للشراب المعجزة. اعترض بعض ممثلي الكنيسة الكاثوليكية على القهوة عند إدخالها في ما يعرف اليوم بإيطاليا، معتبرين اياها ك«شراب الشيطان»،  ولكن البابا كليمنت الثامن، بعد ما جرب بنفسه الشراب العطري، أعطاه بركته، وبالتالي عزز من المزيد من النجاح التجاري ونشرالقهوة. في تورينو، في عام 1933، اخترع ألفونسو بياليتي [الإنجليزية] أول وعاء موخا [الإنجليزية] خلال مراقبة "lisciveuse"،  وعاء بخار يستخدم في ذلك الوقت لغسيل الملابس. في عام 1946، بدأ ابنه ريناتو الإنتاج الصناعي، حيث باع ملايين أواني الموخا في عام واحد، مقابل 70000 فقط مما باعه والده في العشرة أعوام السابقة، مما جعل صانع القهوة (وكذلك القهوة) رمزًا لإيطاليا في العالم. نابولي، وإن كانت معروفة اليوم باسم مدينة القهوة، فقد شاهدتها لاحقًا، ربما من خلال السفن القادمة في موانئ صقلية ونابولي نفسها. يعود تاريخ اكتشاف نابولي للقهوة إلى عام 1614، عندما أرسل الملحن والمستكشف والعالم الموسيقي بيترو ديلا فالي أخبارًا من الأراضي المقدسة، في رسائله إلى كل من صديقه العزيز والطبيب والشاعر والباحث اليوناني وماريو شيبانو وجمهرة المفكرين المنتمي إليهم، عن شراب المسلمين العرب الذي يختمر في الأواني الساخنة. يعتقد البعض أن القهوة وصلت إلى نابولي في وقت أسبق من ساليرنو والمدرسة الطبية الساليرنية، حيث تم استخدام النبات لخصائصه الطبية بين القرن الرابع عشر والخامس عشر. احتفلت بالقهوة من الفن النابولي والأدب والموسيقى والحياة الاجتماعية اليومية، وسرعان ما أصبحت القهوة بطلة الرواية في نابولي، حيث تم تحضيرها بعناية فائقة في «كوكوميلا»، وعاء القهوة النابولي النموذجي المستمد من اختراع موريس الباريسي في عام 1819. تعرفوا عليها مرة أخرى عندما نقلها الحرفيون النابليون عبر الطرق التجارية البحرية إلى ميناء نابولي. تعد ممارسة القهوة المعلقة [الإنجليزية] مؤشراً على مقاربة النابوليتانيين في تناول القهوة كمشروب اجتماعي (وهي عملية الدفع مقدماً مقابل القهوة التي يستهلكها العميل التالي) والتي اخترعها الفيلسوف والكاتب النابولي لوسيانو دي كريسينزو [الإنجليزية] قهوة «قدمها فرد للبشرية».

#### هولندا
فاز الهولنديون في عام 1616 بالسباق على الأوروبيين للحصول على أشجار أو حبوب البن الحية. حيث حصل بيتر فان دن بروك [الإنجليزية] التاجر الهولندي على بعض شجيرات القهوة مع الحراسة المشددة من المخا باليمن، في عام 1616. أعادهم إلى أمستردام ووجد لهم منزلًا في الحدائق النباتية، حيث بدأوا في الازدهار. ولم يتلق هذا الحدث البسيط إلا قليل من الإهتمام ولكنه كان له أثر كبير على تاريخ البن.
أما الحبوب التي استخرجها فان دير بروك من موكا قبل أربعين عاما، فقد عدلت بشكل جيد مع الظروف في البيوت المحمية في حديقة أمستردام النباتية وأنتجت العديد من شجيرات كوفيا أرابيكا الصحية. في عام 1658 استخدمها الهولنديين لأول مرة لبدء زراعة البن في سري لانكا وبعد ذلك في جنوب الهند. وتخلوا عن هذه المزارع للتركيز على مزارعهم الجاوية من أجل تجنب خفض
الأسعار عن طريق زيادة العرض. في غضون سنوات قليلة، أصبحت المستعمرات الهولندية (جاوة في آسيا، وسورينام في الأمريكتين) الموردين الرئيسيين للقهوة إلى أوروبا.

#### بولندا
وصلت القهوة إلى الكومنولث البولندي اللتواني في القرن السابع عشر، في المقام الأول من خلال التجار التجار مع العثمانيين. افتتحت المقاهي الأولى بعد قرن من الزمان. وقد نما استخدام القهوة منذ ذلك الحين، على الرغم من أنها كانت سلعة فاخرة خلال الحقبة الشيوعية للجمهورية الشعبية البولندية. وقد نما استهلاك القهوة منذ تحول بولندا إلى دولة ديمقراطية ورأسمالية في عام 1989، على الرغم من أنها لا تزال أقل من نصيب الفرد منها في معظم بلدان أوروبا الغربية.

### الأمريكتين

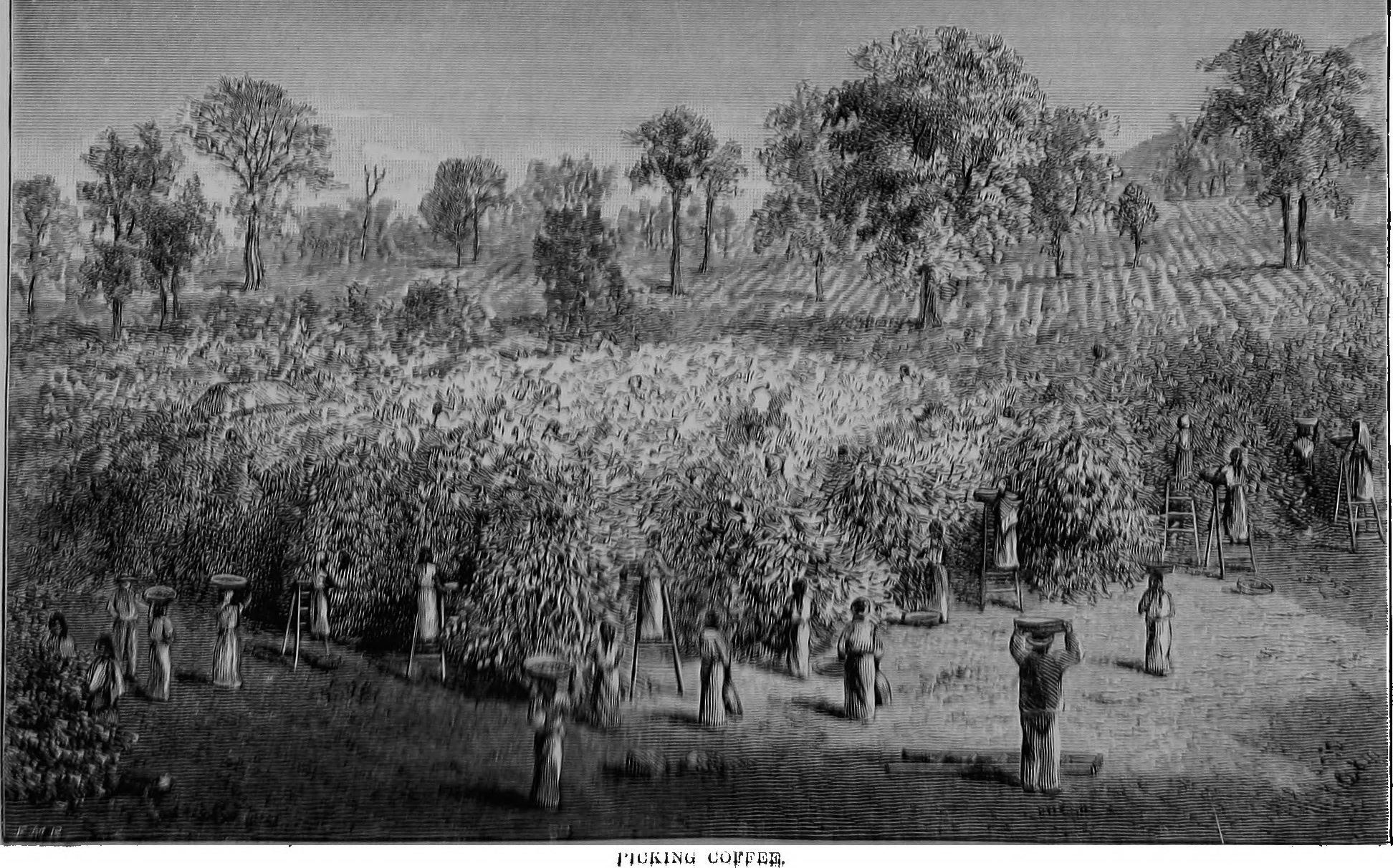
مزرعة البن

جلب غابرييل دي كليو [الإنجليزية] شتلات القهوة إلى المارتينيك في منطقة البحر الكاريبي في عام 1720. ازدهرت هذه البراعم وبعد 50 عاما كان هناك 18,680 من أشجار القهوة في المارتينيك مما مكن من انتشار زراعة البن في سانت دومينغ [الإنجليزية] (هايتي) والمكسيك وجزر الكاريبي الأخرى. شهدت الأراضي الفرنسية في سان دومينغو القهوة المزروعة ابتداء من عام 1734، وبحلول عام 1788 زودت نصف قهوة العالم. كان للقهوة تأثير كبير على جغرافية أمريكا اللاتينية. وتعتمد المزارع الاستعمارية الفرنسية اعتمادا كبيرا على عمال الرقيق الأفارقة. ومع ذلك، فإن الظروف المروعة التي عمل فيها العبيد في مزارع البن كانت عاملا في إندلاع الثورة الهايتية، ومنذ ذاك لم تتعافى هناك صناعة القهوة تماما.
كما وجدت القهوة طريقها إلى جزيرة بوربون، والمعروفة الآن باسم ريونيون، في المحيط الهندي. وقد أنتج النبات فاصوليا أصغر واعتبرت مجموعة مختلفة من أرابيكا المعروفة باسم فار. بوربون. القهوة سانتوس في البرازيل وقهوة أواكساكا في المكسيك هي نسل تلك شجرة بوربون. أرسل ملك البرتغال حوالي 1727 فرانسيسكو دي ميلو بالهيتا إلى غيانا الفرنسية للحصول على بذور القهوة لتصبح جزءا من سوق القهوة. وجد فرانسيسكو في البداية صعوبة في الحصول على هذه البذور، لكنه أسر زوجة الحاكم الفرنسي وأرسلت له ما يكفي من البذور وبذلك أطلق صفارة بداية صناعة البن في البرازيل. في عام 1893، تم إدخال القهوة من البرازيل إلى كينيا وتنزانيا (تنجانيقا)، التي تقع قريبا من مكان نشأتها في إثيوبيا، قبل 600 سنة، وهكذا تنتهي رحلتها العابرة للقارات.
وفي الوقت نفسه، تم إدخال القهوة إلى البرازيل في عام 1727، على الرغم من أن زراعتها لم تكتسب زخما حتى الاستقلال في عام 1822. بعد هذا الوقت، تم تطهير مساحات هائلة من الغابات المطيرة أولا من محيط ريو وبعد ذلك ساو باولو لمزارع البن.
بعد حادثة حفلة شاي بوسطن عام 1773، تحول عدد كبير من الأمريكيين إلى شرب القهوة خلال الثورة الأمريكية لأن شرب الشاي أصبح امرا غير وطني.
وقد تناولت العديد من البلدان الزراعة في النصف الأخير من القرن التاسع عشر، وشارك الجميع تقريبا في تشريد السكان الهنود الأصليين واستغلالهم على نطاق واسع. أدت الظروف القاسية إلى العديد من الانتفاضات والانقلابات والقمع الدموي للفلاحين. على سبيل المثال، بدأت غواتيمالا في إنتاج القهوة في القرن السادس عشر ولكنها افتقرت إلى القوة البشرية اللازمة لجني حبوب البن. نتيجة لذلك، أجبرت الحكومة الغواتيمالية السكان الأصليين على العمل في الحقول. وأدى ذلك إلى توتر العلاقات بين الشعوب الأصلية والغواتيمالية التي لا تزال قائمة حتى اليوم. والاستثناء الملحوظ هو كوستاريكا، حيث أن نقص العمالة الجاهزة حال دون إنشاء مزارع كبيرة. وقد أدت المزارع الصغيرة والظروف الأكثر مساواة إلى تفاقم الاضطرابات خلال القرنين التاسع عشر والعشرين.
في القرن العشرين واجهت بلدان أمريكا اللاتينية انهيارًا اقتصاديًا محتملاً قبل الحرب العالمية الثانية كانت أوروبا تستهلك كميات كبيرة من القهوة. بمجرد أن بدأت الحرب، فقدت أمريكا اللاتينية 40٪ من سوقها وكانت على وشك الانهيار الاقتصادي. كانت القهوة سلعة في أمريكا اللاتينية. رأيت الولايات المتحدة هذا وتحدثت مع دول أمريكا اللاتينية ونتيجة لذلك وافق المنتجون على تقسيم عادل لسوق الولايات المتحدة. راقبت حكومة الولايات المتحدة هذا الاتفاق. خلال الفترة التي أعقبت هذه الخطة، تضاعفت قيمة القهوة، مما أفاد منتجي البن ودول أمريكا اللاتينية بشكل كبير.
وأصبحت البرازيل أكبر منتج للقهوة في العالم بحلول عام 1852، وقد ظلت تحتل المركز منذ ذلك الحين. وقد هيمنت على الإنتاج العالمي، وتصدير المزيد من القهوة من بقية العالم مجتمعة، من عام 1850 إلى عام 1950. شهدت الفترة منذ عام 1950 اتساع مجال اللعب بسبب ظهور العديد من المنتجين الرئيسيين الآخرين، أبرزهم كولومبيا، ساحل العاج، إثيوبيا، ومؤخرا، فيتنام، التي تجاوزت كولومبيا وأصبحت ثاني أكبر منتج في عام 1999، وبلغت حصة السوق 15٪ بحلول عام 2011.

### آسيا

#### الهند
جاءت القهوة إلى الهند جيدا قبل شركة الهند الشرقية، من خلال قديس صوفي الهند اسمه «بابا بودان». سجل أول من البن في الهند يتابع إدخال حبوب البن من اليمن من قبل بابا بودان إلى تلال تشيكماغالور (سورغ، جنوب الهند) في

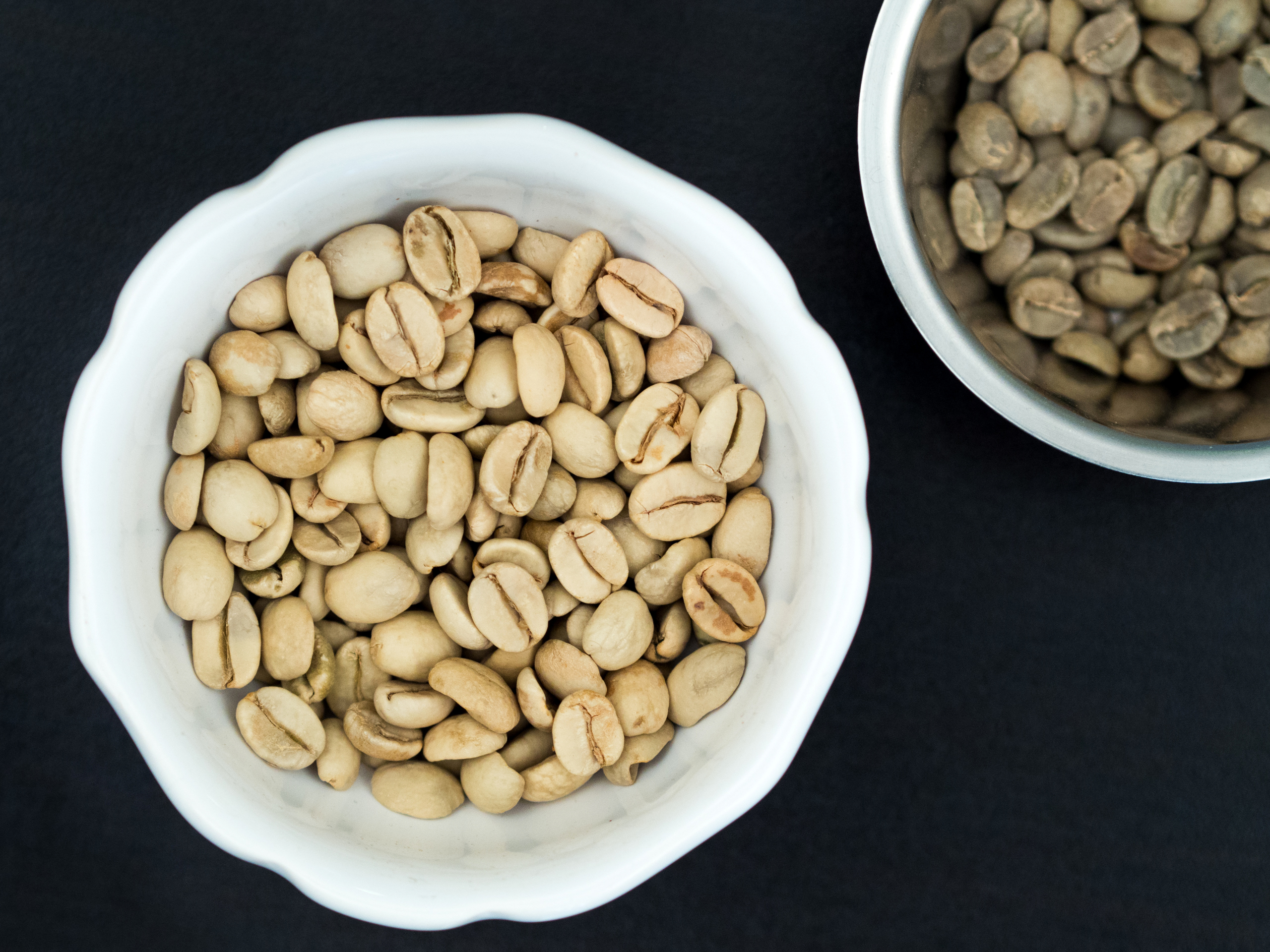
منبر مليبار arabica، مقارنة بفاصوليا Yirgachefe الخضراء من إثيوبيا

1670. ومنذ ذلك الحين أصبحت مزارع البن في المنطقة، وتمتد جنوبا إلى كوداغو.
ويهيمن إنتاج البن في الهند على أراضي التلال في ولايات جنوب الهند، مع ولاية كارناتاكا بنسبة 53٪ تليها كيرالا 28٪ وتاميل نادو 11٪ من إنتاج 8200 طن. ويقال إن القهوة الهندية هي أفضل قهوة نمت في الظل بدلا من أشعة الشمس المباشرة في أي مكان في العالم. هناك ما يقرب من 250,000 مزارعي البن في الهند. 98٪ منهم من صغار المزارعين. اعتبارا من عام 2009، كان إنتاج القهوة في الهند 4.5٪ فقط من إجمالي الإنتاج في العالم. ويتم تصدير ما يقرب من 80٪ من إنتاج البن في البلاد. من بين الصادرات التي تم تصديرها، 70٪ منضم إلى ألمانيا والاتحاد الروسي وإسبانيا وبلجيكا وسلوفينيا والولايات المتحدة واليابان واليونان وهولندا وفرنسا، وإيطاليا تمثل 29٪ من الصادرات. معظم الشحنات يتم شحنها عبر قناة السويس.
تزرع القهوة في ثلاث مناطق من الهند مع كارناتاكا وكيرالا وتاميل نادو تشكيل منطقة زراعة القهوة التقليدية في جنوب الهند، تليها المناطق الجديدة التي وضعت في المناطق غير التقليدية في ولاية أندرا براديش وأوريسا في الساحل الشرقي للبلاد ومع منطقة ثالثة تضم ولايات أسام ومانيبور وميغالايا وميزورام وتريبورا وناغالاند وأروناشال براديش من شمال شرق الهند، المعروفة شعبيا باسم «سبع دول شقيقة في الهند».
ويسمى أيضا القهوة الهندية، التي تزرع معظمها في جنوب الهند تحت ظروف الأمطار الموسمية، باسم «القهوة الموسمية الهندية». وتعرف نكهته على النحو التالي: «أفضل القهوة الهندية تصل إلى خصائص نكهة من القهوة المحيط الهادئ، ولكن في أسوأها هو ببساطة لطيف وغير ملهم». النوعين المعروفين من القهوة المزروعة هما أرابيكا وروبوستا. تم تسويق الصنف الأول الذي تم إدخاله في تلات بابا بودان جيري في كارناتاكا في القرن السابع عشر على مر السنين تحت الأسماء التجارية لكينت.

#### تشكماغالور
القهوة هي حجرة الزاوية في اقتصاد تشيكماغالور. تشيكماغالور هو مسقط رأس القهوة في الهند، حيث زرعت البذور لأول مرة منذ حوالي 350 عاما. مجلس القهوة هو قسم يقع في بلدة تشيكماغالور التي تشرف على إنتاج وتسويق القهوة المزروعة في المنطقة. ويزرع البن في مقاطعة تشكماغالور في مساحة حوالي 85465 هكتار مع أرابيكا كونها متنوعة المهيمنة التي تزرع في الجبال العليا وروبوستا كونها متنوعة الرئيسية في التلال مستوى منخفض. هناك حوالي 15000 مزارعي البن في هذه المنطقة، 96٪ منهم من صغار المزارعين مع حيازات أقل من أو يساوي 4 هكتارات. متوسط الإنتاج هو 55,000 طن متري: 35,000 طن متري من أرابيكا و20,000 طن متري من روبوستا. ويبلغ متوسط إنتاجية الهكتار الواحد 810 كيلوغراما لكل من أرابيكا و1110 كيلوجرام من روبوستا، وهي أعلى من المتوسط الوطني. أرابيكا هو نوع من القهوة التي تعرف أيضا باسم «شجيرة القهوة في الجزيرة العربية»، «القهوة الجبلية» أو «قهوة أرابيكا». ويعتقد أن الكوفة أرابيكا هي أول نوع من القهوة التي سيتم زراعتها، ويجري زراعتها في جنوب غرب شبه الجزيرة العربية لأكثر من 1000 سنة. ويعتبر إنتاج القهوة أفضل من أنواع البن الرئيسية الأخرى التي تزرع تجاريا، كوفيا كانيفورا (روبوستا). يحتوي أرابيكا على كميات أقل من الكافيين من أي نوع آخر من أنواع القهوة المزروعة تجاريا. روبوستا هو نوع من القهوة التي أصولها في غرب أفريقيا. يزرع معظمها في أفريقيا والبرازيل، حيث غالبا ما تسمى كونيلون. كما يزرع في جنوب شرق آسيا حيث قدم المستعمرين الفرنسيين ذلك في أواخر القرن التاسع عشر. في السنوات الأخيرة فيتنام، التي لا تنتج سوى روبوستا، تجاوزت البرازيل والهند واندونيسيا لتصبح أحد أكبر مصدر للنفط في العالم. ما يقرب من ثلث القهوة المنتجة في العالم هو روبوستاا

#### اليابان
قدمت القهوة إلى اليابان من قبل الهولنديين في القرن السابع عشر، لكنه ظل فضولا حتى رفع القيود التجارية في عام 1858. افتتح أول مقهى على الطراز الأوروبي في طوكيو عام 1888، وأغلق بعد أربع سنوات. وبحلول اوائل ثلاثينيات القرن العشرين كان هناك أكثر من 30,000 مقهى في جميع أنحاء البلاد. فإن التوافر في زمن الحرب وفترة ما بعد الحرب مباشرة انخفض إلى ما يقرب من الصفر، ثم ارتفع بسرعة مع إزالة حواجز الاستيراد. واستمر إدخال هذا النوع من القهوة الفورية المجففة بالتجميد، والقهوة المعلبة، وامتيازات مثل ستاربكس ودوتور كوفي في أواخر القرن العشرين، إلى أن اليابان أصبحت الآن أحد أكبر مستهلكي القهوة في العالم.

#### كوريا الجنوبية
كانت أول عشاق كوريا البارزين في القهوة هم الأباطرة في القرن التاسع عشر سونجونج وغوجونغ، الذين فضلوا استهلاكها بعد المآدب على النمط الغربي. وبحلول الثمانينيات من القرن الماضي، أصبحت القهوة الفورية والقهوة المعلبة شعبية إلى حد ما، مع تقليد بسيط من المقاهي المملوكة بشكل مستقل في المدن الكبيرة في نهاية القرن، أدى نمو الامتيازات مثل كافيه بين وستاربكس إلى زيادة الطلب على القهوة ذات الطراز الأوروبي.

#### إندونيسيا
وقد أدخلت القهوة لأول مرة من قبل الهولنديين خلال الاستعمار في أواخر القرن 17. بعد عدة سنوات زرعت القهوة في أرخبيل إندونيسيا. العديد من تخصصات القهوة من الأرخبيل الإندونيسي. اسم العامية للقهوة، جافا، ويأتي من الوقت الذي كان يزرع معظم أوروبا وأمريكا القهوة في جافا. واليوم تعد إندونيسيا واحدة من أكبر منتجي البن في العالم، وذلك أساسا للتصدير. ولكن القهوة تتمتع بطرق مختلفة حول الأرخبيل مثل التقليدية «كوبي إند» الذي هو مع الزنجبيل لطرق جديدة الهوى في جاكارتاس العديد من المقاهي مثل أنومالي.

#### الفلبين
والفلبين واحدة من البلدان القليلة التي تنتج الأصناف الأربعة من البن القابل للاستمرار تجاريا: أرابيكا، ليبيريكا (باراكو)، إكسيلسا وروبوستا. الظروف المناخية والتربة في الفلبين - من الأراضي المنخفضة إلى المناطق الجبلية - تجعل البلاد مناسبة لجميع الأصناف الأربعة. في الفلبين، القهوة لديها تاريخ غنية كما نكهته. تم إدخال شجرة البن الأولى في ليبا، باتانجاس في عام1740 من قبل الراهب الفرنسيسكاني الاسباني. وانتشرت نمو القهوة إلى أجزاء أخرى من باتانجاس مثل إبان وليمري وسان خوسيه وتال وتانوان. كانت باتانجاس تدين كثيرا من ثروتها لمزارع البن في هذه المناطق وأصبحت ليبا في نهاية المطاف عاصمة البن في الفلبين.
وبحلول ستينيات القرن التاسع عشر، كانت باتانجاس تصدر القهوة إلى أمريكا عبر سان فرانسيسكو. عندما فتحت قناة السويس، بدأت سوق جديدة في أوروبا أيضا. رؤية نجاح باتانجينوس، كافيت يتبع حذوها من خلال زراعة أول شتلات القهوة في عام 1876 في أماديو. وعلى الرغم من ذلك، لا تزال ليبا هي مركز لإنتاج القهوة في الفلبين، وكان باتانغاس باراكو خمسة أضعاف سعر حبوب البن الآسيوية الأخرى. في عام 1880، كانت الفلبين رابع أكبر مصدر لحبوب البن، وعندما ضرب صدأ البن البرازيل وأفريقيا وجافا، أصبح المصدر الوحيد لحبوب البن في جميع أنحاء العالم. استمرت أيام المجد لصناعة البن الفلبينية حتى عام 1889 عندما ضرب الصدأ البن على الشواطئ الفلبينية. هذا، إلى جانب إصابة الحشرات، دمرت تقريبا جميع أشجار البن في باتانجاس. وبما أن باتانغاس كانت منتجا رئيسيا للبن، فقد أثر ذلك بشكل كبير على إنتاج البن الوطني. في غضون عامين، تم تخفيض إنتاج القهوة إلى 1 / 6 المبلغ الأصلي. وبحلول ذلك الوقت، استعادت البرازيل مكانتها كمنتج رئيسي للقهوة في العالم. تم نقل بعض من شتلات البن الباقية على قيد الحياة من باتانجاس إلى كافيت، حيث ازدهرت. لم تكن هذه هي نهاية أيام البن في الفلبين، ولكن كانت هناك مساحة أقل مخصصة للبن لأن العديد من
المزارعين قد تحولوا إلى محاصيل أخرى. خلال الخمسينات، جلبت الحكومة الفلبينية، بمساعدة من الأميركيين، مجموعة أكثر مقاومة من القهوة. ثم كان يجري أيضا إنتاج القهوة الفورية تجاريا، وبالتالي زيادة الطلب على البن. وبسبب ظروف السوق المواتية، عاد العديد من المزارعين إلى زراعة البن في الستينات. غير أن الانتشار المفاجئ لمزارع البن أدى إلى فائض منه في جميع أنحاء العالم، وحظر استيراد القهوة لفترة من الوقت لحماية منتجي البن المحليين. عندما ضرب البرازيل من قبل الصقيع في 1970، ارتفعت أسعار البن في السوق العالمية. تجدر الإشارة إلى ان الفلبين أصبحت عضوا في المنظمة الدولية للبن في عام 1980.

## الإنتاج
وكانت الخطوة الأولى في أوروبا التي تتصدى لوسائل الإنتاج قد نفذها نيكولايس ويتسن، بورغوماستر المغامر في امستردام وعضو مجلس إدارة شركة الهند الشرقية الهولندية الذي حث جوان فان هورن، الحاكم الهولندي في باتافيا أن بعض محطات القهوة التي تم الحصول عليها في ميناء التصدير في موكا في اليمن، مصدر إمدادات أوروبا، وأنشأت في جزر الهند الشرقية الهولندية؛ مشروع رفع العديد من النباتات من بذور الشحنة الأولى اجتمع مع هذا النجاح أن شركة الهند الشرقية الهولندية كان قادرا على توفير الطلب الأوروبي مع «قهوة جافا» بحلول عام 1719. وشجعهم نجاحهم، وسرعان ما كانت مزارع البن في سيلان وسومطرة وجزر سوندا الأخرى. وقد نمت أشجار القهوة قريبا تحت الزجاج في هورتوس بوتانيكوس من ليدن، حيث تم تمديد زلات بسخاء إلى الحدائق النباتية الأخرى. قدم نمت أشجار القهوة قريبا تحت الزجاج في هورتوس بوتانيكوس من ليدن، حيث تم تمديد زلات بسخاء إلى الحدائق النباتية الأخرى. قدم الممثلون الهولنديون في المفاوضات التي أدت إلى معاهدة أوتريخت نظرائهم الفرنسيين مع مصنع للقهوة، الذي نما في جاردين دو روي، سلف جاردين دي بلانتيس، في باريس.
تم إدخال القهوة إلى الأمريكتين من قبل النقيب غابرييل ديس كليوكس، الذي حصل على مقتطفات من عالم النباتات المتردد أنطوان دي جوسيو، الذي كان يتوق إلى تشويه شجرة القهوة الملك. كليوكس، عندما تضاءلت حصص المياه خلال رحلة صعبة، وتقاسم حصته مع النباتات الثمينة وحمايتها من الهولندي، وربما وكيل من المحافظات غيور من تجارة باتافيا.
وقد رعى كليوكس النباتات عند وصوله إلى جزر الهند الغربية، وأنشأها في غواديلوب وسانت دومينغو بالإضافة إلى المارتينيك، حيث أصيبت اللفحة بمزارع الكاكاو التي حلت محلها مزارع البن في غضون ثلاث سنوات، إلى فرنسا من خلال استعمارها في أجزاء كثيرة من القارة بدءا من المارتينيك ومستعمرات جزر الهند الغربية حيث تأسست أول مزارع البن الفرنسية.
أول مزرعة للقهوة في البرازيل وقعت في عام 1727 عندما هرب المقدم فرانسيسكو دي ميلو بالهيتا البذور، لا يزال أساسا من البلازما الجرثومية التي أخذت أصلا من اليمن إلى باتافيا، من غيانا الفرنسية. وبحلول القرن التاسع عشر، ستحصد حصاد البرازيل القهوة من نخبة من النخبة إلى شراب للجماهير. وتعتمد البرازيل، التي تشبه معظم البلدان الأخرى البن كسلعة تجارية، اعتمادا كبيرا على عمل الرقيق من أفريقيا من أجل بقاء المزارع حتى يمكن إلغاء الرق في عام 1888. وكان نجاح القهوة في أوروبا في القرن السابع عشر متوازنا مع انتشار عادة تدخين التبغ في جميع أنحاء القارة خلال حرب الثلاثين عاما (1618-1648).
على مدى عقود عديدة في القرنين التاسع عشر وأوائل القرن العشرين، كانت البرازيل أكبر منتج للقهوة ومحتكرة افتراضية في التجارة. ومع ذلك، فإن سياسة الحفاظ على ارتفاع الأسعار ستفتح قريبا فرصا لدول أخرى، مثل كولومبيا،  وغواتيمالا ونيكاراغوا وإندونيسيا وفيتنام، وهي الآن في المرتبة الثانية بعد البرازيل باعتبارها المنتج الرئيسي للبن في العالم. بدأ الإنتاج على نطاق واسع في فيتنام بعد تطبيع العلاقات التجارية مع الولايات المتحدة في عام 1995. تقريبا كل القهوة المزروعة هناك روبوستا.
وعلى الرغم من أصول زراعة البن في إثيوبيا، فإن هذا البلد لم ينتج سوى كمية صغيرة للتصدير حتى القرن العشرين، والكثير من ذلك ليس من جنوب البلاد ولكن من ضواحي هارار في شمال شرق البلاد. ويقدر أن مملكة كافا، موطن المصنع، تنتج ما بين 000 50 و000 60 كيلوغرام من حبوب البن في ثمانينيات القرن التاسع عشر. بدأ الإنتاج التجاري بشكل فعال في عام 1907 مع تأسيس ميناء غامبيلا الداخلي. تم تصدير 100000 كيلوغرام من القهوة من غامبيلا في عام 1908، بينما في الفترة ما بين عامي 1927 و1928 تم نقل أكثر من 4 ملايين كيلوغرام عبر هذا الميناء. كما تم تطوير مزارع البن في مقاطعة آرسي في نفس الوقت، وتم تصديرها في نهاية المطاف بواسطة سكة حديد أديس أبابا - جيبوتي. وبينما كانت السكك الحديدية قد نقلت 000 245 كيلوغراما فقط، فإن هذا المبلغ قفز إلى 000 240 2 كيلوجرام بحلول عام 1922، فتجاوز صادرات قهوة «هراري» بحلول عام 1925، ووصل إلى 9,260,000 كيلوغرام في عام 1936.
وتعد أستراليا منتجا قهرا في البن، مع القليل من المنتجات للتصدير، ولكن تاريخ القهوة يعود إلى عام 1880 عندما بدأ أول 500 فدان (2.0 كم 2) في تطوير منطقة تقع بين شمال نيو ساوث ويلز وكوكتاون. اليوم هناك العديد من المنتجين للقهوة أرابيكا في أستراليا التي يستخدمون نظام الحصاد الميكانيكية الذي اخترع في عام 1981.